# Togoland Zachodni
Togoland Zachodni – terytorium separatystyczne uznawane przez społeczność międzynarodową za część Ghany. Ogłosiło niepodległość w 2020 roku. Jest członkiem Organizacji Narodów i Ludów Niereprezentowanych.

## Historia
Od 1884 roku Togoland był niemiecką kolonią. W 1914 roku Togoland został podbity przez Francję i Wielką Brytanię. Zachodnia część Togolandu stała się mandatem brytyjskim, zaś wschodnia mandatem francuskim. Po II wojnie światowej Brytyjski Togoland stał się terytorium powierniczym ONZ. Po referendum w 1956 roku Brytyjski Togoland stał się częścią Ghany (opowiedziało się za tym 58% głosujących). W 2017 roku Togoland Zachodni ogłosił niepodległość, jednak nie wiązało się to z dalszymi konsekwencjami. W 2017 roku Togoland Zachodni przystąpił do UNPO. 25 września 2020 roku doszło do ponownego ogłoszenia niepodległości regionu. Po ogłoszeniu niepodległości doszło do starć między zwolennikami secesji Togolandu Zachodniego a siłami bezpieczeństwa Ghany. Secesjoniści rozpoczęli blokadę dróg i przejęli kontrolę nad niektórymi budynkami administracji rządowej. Od czasu proklamacji niepodległości na terenie regionu sporadycznie dochodzi do starć pomiędzy zwolennikami niepodległości regionu a siłami bezpieczeństwa Ghany.